# Маленькая мама
«Маленькая мама» (нем. Kleine Mutti) — комедия ошибок совместного австро-венгерского производства в постановке Германа Костерлица (в дальнейшем, после переезда в США, известного под именем Генри Костер). Одна из трёх комедий (две других: «Петер» и «Катерина») с участием популярной венгерской актрисы Франчески Гааль, сделанных с её участием в Австрии, после отъезда из Германии, где она, до прихода ко власти нацистов, блистала. Йозеф Геббельс заявил: «Ещё одна кино-еврейка должна исчезнуть с наших экранов». Генрих Гиммлер грозил: «Госпоже Гааль придётся выбрать между эмиграцией и лагерем». Но дальше всех пошёл Альфред Розенберг: «Если эта жидовка не уберётся из Берлина в течение суток, мы поставим вопрос о ней перед рейхсканцлером!».
Кинолента имела успех в международном прокате, в том числе и в СССР, где шла на экранах с 1937 года, однако была запрещена к показу в нацистской Германии из-за того, что основная часть съёмочной группы была еврейского происхождения. И хотя популярность исполнительницы главной роли, Франчески Гааль, зашкаливала, в европейских магазинах получали солидную прибыль как от продаж шляпок «маленькая мама», так и от граммофонных пластинок с записями её песен. Всем нравились фильмы с участием Гааль, но только не доктору Геббельсу и его министерству пропаганды. Поэтому представить, что эти фильмы начнут показывать в кинотеатрах Германии, было просто невозможно. Известно, что даже сам Адольф Гитлер не имел ничего против её творчества. Он только не мог смириться с её неарийским происхождением: «Такая прелестная и очаровательная не может быть не арийкой, — говорил Гитлер, — должно быть, генеалогическая ошибка».
Фильм послужил шаблоном для созданных по его сюжетному лекалу американскому и советскому фильмам «Мать-одиночка» (1939) с Джинджер Роджерс в главной роли, и «Моя любовь» (1940) с Лидией Смирновой.

## Сюжет
Поскольку воспитанница пансиона Мари Боннар нашла на лестнице у детского приюта подкинутого ребёнка, её подозревают в том, что она является незамужней матерью этого младенца. Мари исключают из пансиона. Теперь она сама должна позаботиться о себе и своём приёмыше. Без гроша в кармане, она снимает номер в шикарном отеле, намереваясь в конце недели оплатить счёт. В поисках работы Мари оставляет ребёнка на попечение горничной этой гостиницы Аннетт. Эта ситуация приводит лишь к тому, что из отеля изгоняют и Мари, и Аннетт. Вынужденная заняться сетевым маркетингом по продаже пылесосов, героиня сталкивается с большим количеством проблем в доме богатого банкира, который смиренно полагает, что она — любовница его сына... После ряда всевозможных трагикомичных ситуаций малыш и его маленькая мама находят своё счастье.

## В ролях
- Франческа Гааль — Мари Боннар
- Фридрих Бенфер — Александер Беркхофф
- Отто Валльбург — Макс Беркхофф
- Эрнё Веребеш — слуга в доме Беркхофф
- Анни Розар — Сибилла Браун, его дочь
- Карой Хусар — лицитатор (ведущий аукциона)
- Сигурд Люде — доктор Эллард

## Премьеры
- Австрия — национальная премьера фильма состоялась 20 апреля 1935 года в Вене[4].
- — с 30 апреля 1935 года фильм шёл на киноэкранах Венгрии[4].
- — с 22 декабря 1935 года в Финляндии[4].
- — с 24 февраля 1936 года в Швеции[4].
- — с 28 августа 1936 года во Франции[4].
- СССР — в советском прокате с 27 июня 1937 года. Субтитры — «Союзинторгкино», 1937 г.[5].
- СССР — на экранах СССР повторно демонстрировался с 27 ноября 1951 год, уже как трофейный фильм вместе с целой обоймой зарубежных кинолент, вывезенных из побеждённой Германии. На сей раз фильм был заново субтитрован на к/ст. им. М. Горького, 1951, р/у 954/51[5].